# Spitalbrauerei
Die Spitalbrauerei ist eine Bierbrauerei im oberpfälzischen Regensburg. Die Brauerei hatte 2008 eine Jahresproduktion von 15.000 Hektolitern; zu ihr gehört die Brauereigaststätte „Spitalgarten“  und der „Spitalkeller“, eine Kellerwirtschaft mit großem Biergarten.

## Geschichte
Bereits 1238 wurde den Bewohnern des Spitals ein Schlaftrunk aus Bier oder Wein zugesichert. Um 1271 braute man das Bier aus Gerste und Hafer, ging aber bereits im 14. Jahrhundert zur alleinigen Verwendung von Gerste, Hopfen und Wasser über. Um 1400 wurde mit der Herstellung von Weizenbier experimentiert.
1852 erwarb die St. Katharinenspitalstiftung einen Bierkeller in Steinweg sowie später noch zusätzlich zur Verlagerung von Brauhaus und Wirtschaft das Brauhaus Strasser in Stadtamhof mit dem zugehörigen Sommerbierkeller – dem heutigen Spitalgaststätte „Spitalkeller“. Die Verlegung der Brauerei wurde letztendlich nicht durchgeführt.

## Biere
Die Produktpalette der Brauerei umfasst u. a. die Sorten:
- 1226 Festbier
- Ur-Hell
- Helles
- Pils
- Dunkles

- Weizen
- Weizen Dunkel
- Leichtes Weizen
- Heller Bock
- Weizendoppelbock

- Campus Halbe
- Campus Radler
- Alkoholfreies Helles und
- Alkoholfreies Weizen

Abgefüllt wird in NRW-Bierflaschen mit Kronkorken-Verschluss.

## Auszeichnungen
Die Brauerei erhielt 2011 für Spital Helles und 2013 für Spital Dunkel den European Beer Star.